# Cássio Junqueira

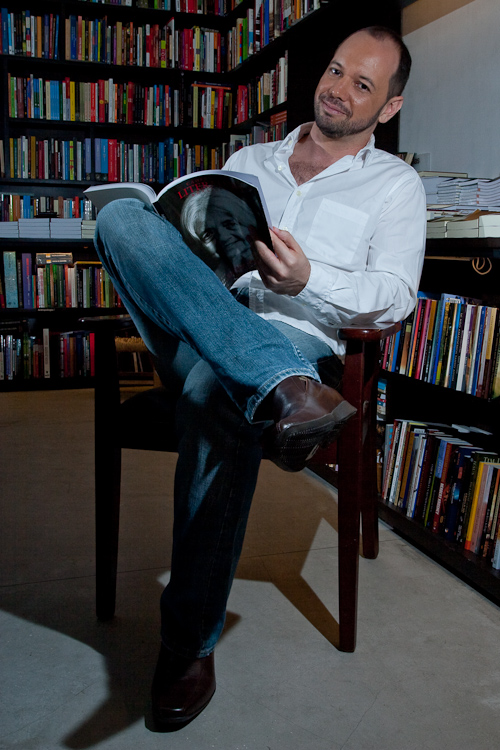
Poeta Cássio Junqueira

Cássio Junqueira é poeta, nascido, em 18 de agosto de 1975, no interior de São Paulo, radicado na Capital do Estado. Escreveu e publicou vários livros de poesia no Brasil, e tem uma coletânea de poemas publicada na Itália e no Brasil. Participou do Festival Internacional de Poesia de Gênova, em 2008 e 2010, ao lado da crítica literária e tradutora Amina Di Munno e da cantora Carmen Queiroz, que apresentou poemas de Junqueira musicados e gravados por ela em CD. Foi o primeiro escritor de língua não italiana a receber o Premio Letterario Internazionale S. Margherita Ligure – Franco Delpino, oferecido pela Associação Nacional de Poetas, Autores e Artistas da Itália, na sua 35ª edição, em 2012. Também escreveu roteiro teatral, tendo sido indicado ao Prêmio APCA, da Associação Paulista de Críticos de Arte, de melhor texto, e tem poemas musicados, por compositores como Irineu de Palmira , Zé de Riba, Natan Marques e Edmilson Capelupi, e gravados por artistas como a cantora Célia e o ator Cassio Scapin.

## Ligações Externas
- Informações sobre Cássio Junqueira (com fontes), no sítio Cássio Junqueira